# Wulfenia. Mitteilungen des Kärntner Botanikzentrums Klagenfurt
Wulfenia. Mitteilungen des Kärntner Botanikzentrums Klagenfurt (abreviado Wulfenia) es una revista con ilustraciones y descripciones botánicas que es editada en Viena por el Regional Museum of Carinthia desde el año 1998. Fue precedida por Wulfenia. Mitteilungen des Botanischen Gartens des Landes Kärnten.

## Estafa
La revista ha sido objeto de una estafa en internet, con las direcciones web falsas como www.wulfeniajournal.at, www.wulfeniajournal.com y www.multidisciplinarywulfenia.org, ilegales que re-colocaban copias de los artículos de revistas originales e invitaban a los científicos a pagar grandes gastos antes de sus obras fueran consideradas publicables.